# Sheilah Beckett
Sheilah Tannis Beckett,  conocida como Sheilah Beckett (Vancouver, British Columbia, Canadá, 5 de septiembre de 1913-Nueva York, 17 de noviembre de 2013)  fue una ilustradora y artista gráfica nacionalizada estadounidense, conocida por su trabajo en la serie Little Golden Books.

## Trayectoria
Tuvo preparación en el Museum Art School, Portland, Oregón y en el Chouinard Institute of the Arts, Los Ángeles. Estudió escultura con Helen and Herzl Emanuel.  Beckett comenzó su carrera profesional al graduarse de la escuela secundaria, creando obras de arte publicitarias para The Doyle Conte Co., unos grandes almacenes con sede en Portland, Oregón. Enseguida consiguió un trabajo en Los Ángeles, “ilustrando una serie de libros de Gilbert & Sullivan”.  Las circunstancias le llevaron a Nueva York, donde a través de un representante consiguió trabajo ilustrando libros para niños. Poco después, Beckett formó parte de la firma  Charles E. Cooper Studio, siendo  la primera ilustradora femenina.
En este estudio también fueron empleados ilustradores de la talla de  Ward Brackett, Bernie D'Andrea, Stevan Dohanos, Lorraine Fox, Stan Klimley, Alex Ross, Murray Tinkelman, Jon Whitcomb, and Coby Whitmore, y el ilustrador de pin-up J. Frederick Smith, con quien Beckett se casó y para quien posó ocasionalmente como modelo de sus figuras femeninas características.  Tras la difusión popular de la TV, se redujeron las demandas de ilustraciones y el negocio de Charles E. Cooper Studio comenzó a declinar.  Beckett trabajó entonces para Necco Wafers, Whitman’s Chocolates, y General Electric, pero su trabajo más personal fue  en ilustración de libros infantiles, incluyendo varios títulos de Golden Books, y  tarjetas navideñas.  Uno de sus clientes más antiguos fue el de tarjetas de felicitación del American Artist Group. 
Ilustró más de 70 títulos clásicos de cuentos de hadas para la serie Little Golden Books,  entre ellos Twelve Days of Christmas (Los doce días de Navidad),  Le Bal des Douze Princesses (El baile de las doce princesas)  y Snow White and Rose Red (Blancanieves y Rosa Roja) . También produjo diseños gráficos, carteles y esculturas;  Realizó dibujos para varios volúmenes contemporáneos de poesía y varias obras para adultos de los siglos XVIII y XIX, incluida la traducción de Candide de Lowell Baird de 1959  y una adaptación de 1940 de HMS Pinafore de Gilbert y Sullivan.   
Becket, que en el momento de su muerte, residía y trabajaba en Ossington, Nueva York, nunca dejó de trabajar hasta el final de sus días (falleció a los cien años). .Se adaptó a los tiempos creando ilustraciones utilizando el ordenador y los programas gráficos de software. Según su hijo Sean Smith, "su úlitmo trabajo para Golden Books lo realizó a los 99 años en el ordenador".  